# Костянтин Ольгердович
Костянтин Ольгердович (бл. 1336 — після 1386) — князь чернігівський та чорторийський, один зі старших синів Ольгерда від шлюбу з Марією Вітебською. 
За іншою версією є сином Коріята Гедиміновича. На думку низки дослідників, засновник княжого роду Чорторийських.

## Сім'я та діти
Мав двох синів:
- Василь Костянтинович (? — після 1417) — князь Чорторийський(?). У 1393 р. був при королівському дворі у Кракові, у 1417 р. згаданий також серед королівського оточення;
- Гліб Костянтинович (? — 1390) — згаданий серед полонених Вітовтом у 1390 р. Подальша доля невідома, ймовірно страчений.